# Psiholingvistika
Psiholingvistika ali psihologija jezika je smer jezikoslovja in del kognitivnih znanosti, ki proučuje povezavo med znanjem jezika in kognitivnimi procesi, vključenimi v rabo jezika, torej proučuje procese v možganih, ki nam omogočajo rabo jezika. Sestavljena je iz dveh ved: psihologije in jezikoslovja. Vedo zanima, kako jezik razumemo, kako ga tvorimo in kako ga usvojimo.

## Zgodovina
Za psiholingvistiko sta pomembni dve obdobji: prvo obdobje je bilo na začetku 20. stoletja večinoma v Evropi, drugo pa v sredini 20. stoletja večinoma v ZDA. V prvem obdobju so se lingvisti za pomoč obrnili k psihologom, da bi razumeli, kako ljudje uporabljamo jezik. V drugem obdobju pa so se psihologi obrnili k lingvistom, da bi razumeli naravo jezika. Med tema dvema obdobjema je na obeh področjih, psihologiji in jezikoslovju, prevladoval behaviorizem.
Pomembna oseba v zgodnji znanstveni psihologiji je bil Wilhelm Wundt, ki je verjel, da je možno raziskovati duševna dogajanja, kot so občutki, čustva in predstave. Verjel je, da bi proučevanje jezika lahko prineslo pomembne vpoglede v um. Veliko je pisal o različnih aspektih jezika; zanimal se je za slovnico, fonologijo, razumevanje jezika, učenje jezika v otroštvu, znakovni jezik, branje in za druge teme. Razvil je teorijo o tvorjenju jezika. Za primarno enoto je vzel stavek, ne besede, in na tvorbo govora gledal kot preoblikovanje končnega miselnega procesa v organizirane zaporedne govorne segmente (za razumevanje so mislili, da poteka enako, le v obratnem vrstnem redu).
Tudi pri merjenju različnih jezikovnih procesov je bilo nekaj pomembnih doprinosov. Edmund Huey je proučeval branje z vidika človeških sposobnosti zaznavanja. Huey je v svojih študijah uporabil zamik med očmi in glasom (zamik med položajem oči in glasom pri branju na glas, približno šest ali sedem besed) in tahistoskop (naprava, ki vizualno stimulacijo prikaže za zelo kratek čas).
Med letoma 1920 in 1950 se psihologi niso veliko zanimali za jezik. Behavioristi so raje govorili o »verbalnem obnašanju«. Verjeli so, da je to, da govorimo pravilno, posledica vzgoje v okolju, kjer so bili prisotni pravilni jezikovni vzorci in kjer so otroka pri napakah popravili. Pomembna tema raziskovanja je bil pomen. Nastali so številni behavioristični opisi pomena, večina je poudarjala zveze med besedami. Noble in McNeely sta z merjenjem števila asociacij, ki jih človek lahko ustvari v določenem času, ustvarila indeks posameznih besed. V tem času je tudi Osgood s svojimi sodelavci razvil semantični diferencial, pripomoček, s katerim je meril asociativne pomene besed tako, da je ljudi prosil, naj povejo, ali je neka beseda dobra/slaba in močna/šibka.
Do začetka 50. let 20. stoletja so psihologi in lingvisti začeli sodelovati. Na konferenci, kjer so se zbrali antropologi, psihologi in lingvisti, se je razvil termin psiholingvistika. Eden izmed sodelujočih, Roger Brown, se je sicer pritožil, da beseda »psiholingvist« zveni bolj kot neuravnovešen poliglot kot pa psiholog, ki se zanima za jezik, a ime je ostalo.
Drugo obdobje psiholingvistike se je zares začelo konec 50. let 20. stoletja s prihodom lingvista Noama Chomskega. Bil je pomemben za to, kako so psihologi gledali na jezik, saj je trdil, da so behavioristični opisi jezika neustrezni. Chomsky je imel na psihološko razmišljanje o jeziku velik vpliv. Proti koncu 60. let 20. stoletja je rekel, da lahko študija jezika veliko prispeva k raziskovanju duševnih procesov in da bi lingvisti lahko spadali h kognitivni psihologiji. Lingvisti so proučevali, kakšno lingvistično znanje potrebujemo za normalno lingvistično rabo. Ugotovili so, da znanje uporabljajo tisti, ki jezik uporabljajo. Psihologi so se tako začeli zelo zanimati za lingvistiko na splošno.
»Revolucija« 60. in 70. let 20. stoletja je poudarjala vlogo lingvistične teorije v psiholingvistični raziskavi in vlogo prirojenih mehanizmov v usvajanju jezika. (Carroll, 2008)

## Področja raziskav
Psiholingvistika proučuje veliko različnih tem, razdelimo pa jih lahko glede na odgovore na naslednja vprašanja:
- Kako otroci usvojijo jezik?
- Kako procesiramo in razumemo jezik?
- Kako tvorimo jezik?
- Kako usvojimo nov jezik?

Razdelimo jih lahko tudi glede na različne komponente, s katerimi tvorimo jezik:
- fonetika in fonologija,
- oblikoslovje,
- skladnja,
- pomenoslovje,
- pragmatika.

## Metodologije
Psiholingvisti za raziskovanje uporabljajo različne metode. Te so:
- sledenje očem (ali eye tracking), postopek ugotavljanja, kam oseba gleda. Če predvidevamo, da je premikanje oči tesno povezano s tem, na kaj se oseba v nekem trenutku osredotoča, lahko to metodo uporabimo za procesiranje jezika,
- možganska aktivnost (brain imaging), metoda, s katero se meri električna aktivnost možganov,
- napake pri tvorjenju jezika, analiza napak v govoru in pisanju pri tvorjenju jezika. Napake dajo vpogled, kako procesiramo tvorjenje jezika med govorjenjem.